# Julia Michaels
Julia Carin Cavazos (Davenport, 13 de novembro de 1993), mais conhecida por seu nome artístico Julia Michaels, é uma cantora e compositora norte-americana. Ela é conhecida por ter trabalhado para diversos artistas, como Christina Aguilera, Demi Lovato, Fifth Harmony, Gwen Stefani, Zedd, Justin Bieber, Jason Derulo, Kelly Clarkson, Selena Gomez, Kygo, Linkin Park , Britney Spears , Shawn Mendes , Niall Horan e 5 Seconds of Summer.

## Biografia

### 1993–2016: Início de vida e carreira de compositora
Michaels nasceu em Davenport, mas mudou-se para Santa Clarita, Califórnia, no norte de Los Angeles, com sua família. Ela começou a cantar aos 12 anos de idade. No final da adolescência, ela conheceu os compositores Joleen Belle e Lindy Robbins, com quem ela escreveu "Fire Starter" para Demi Lovato e "Miss Movin' On" para Fifth Harmony.
Michaels cita como suas inspirações Fiona Apple, Lisa Mitchell, Laura Marling, Missy Higgins, Paramore, Juliet Simms, Sarah Blasko e The Fray.
Junto com o artista musical norueguês Kygo, apresentou a parceria "Carry Me" na cerimônia de encerramento dos Jogos Olímpicos de Verão de 2016 no Rio de Janeiro.

### 2017–presente: carreira de cantora
Em janeiro de 2017, Michaels lança seu primeiro single solo, "Issues". Michaels afirma: "Era a primeira vez que eu escrevia uma canção que soava tanto como eu que não conseguia imaginar outra pessoa cantando". De acordo com Michaels, muitos artistas importantes lutaram pela música, mas Michaels manteve-a para si mesma.

## Discografia

#### Álbuns de estúdio
- Not in Chronological Order (2021)

#### Extended plays(EP)
- Julia Michaels (2010)
- Futuristic (2012)
- Nervous System (2017)
- Inner Monologue Part 1 (2019)
- Inner Monologue Part 2 (2019)